# Blaster's Universe
Blaster's Universe è una serie televisiva d'animazione statunitense-canadese prodotta da Nelvana e Hong Guang Animation.
Andata in onda sulla CBS dal 4 settembre 1999 e su Teletoon dal 4 gennaio 2000, in Italia è stata trasmessa prima su RaiSat Ragazzi (dal giugno 2004) e poi da Rai Gulp (dal settembre 2009).

## Personaggi
- Max Blaster (doppiato da Jonathan Wilson nella versione originale e da Francesco Pezzulli in quella in lingua italiana)
- G.C. (doppiato da Maryke Hendrikse nella versione originale e da Ilaria Latini in quella in lingua italiana)
- Mel (doppiato da Juan Chioran nella versione originale e da Ambrogio Colombo in quella in lingua italiana)